# 무함마드코디르 함롤리예프
무함마드코디르 압두보히드 오글리 함롤리예프(우즈베크어: Muhammadqodir Abduvohid oʻgʻli Hamroliyev, 2001년 7월 6일~), 또는 무함맛코디르 함랄리예프(러시아어: Мухаммадкодир Хамралиев)는 우즈베키스탄의 축구 선수로 포지션은 수비수이다. 현재 우즈베키스탄 슈퍼리그의 파흐타코르 FC와 우즈베키스탄 축구 국가대표팀에서 활동하고 있다.